# 臺灣華語文學習中心
臺灣華語文學習中心（Taiwan Center for Mandarin Learning）是由中華民國僑委會於2021年6月起推動的海外華語文學習計劃，旨在輔助海外的僑校成立學習中心，以教授及推廣具臺灣特色之華語文教學。其課程以繁體字為主，教科書主要為僑委會自編教之華語文教材，以18歲以上之成年人為授課對象。原本僑校是提供海外華人或臺灣裔的小孩學習中文，華語文學習中心則以18歲以上、非華語文化背景的外國人為招生對象。

## 背景
中華人民共和國政府推廣華語文教學和華人文化的海外教育計畫孔子學院，遭到美國政府的批評。美國官員稱孔子學院試圖影響美國大學的學術自由、干擾其運作，是中國共產黨全球影響力與宣傳機構的一部分，許多美國學校因此終止了孔子學院的合作計畫。
不過美國學生對華語及中華文化學習仍有高度需求，因此美國政府轉向擴大與臺灣政府的合作。2020年12月雙方啟動「台美教育倡議」（Taiwan-U.S. Education Initiative），試圖整合彼此的語文教育資源並建立制度化的架構，以鞏固臺灣為美國及全球提供中文教學的重要角色，臺灣華語文學習中心之推動為此倡議合作之一環，由臺灣政府資助成立。

## 學習中心
根據前僑委會委員長童振源的說法，華語文學習中心的設立是希望在共享的民主自由價值下，為美國成年人提供一個學習華語文的自由環境。其定位是運用僑委會數十年來與美國僑界360多所中文學校的合作關係和資源，提供美國成年人從零開始學習華語的環境，與中文學校主要以K-12年級學生學習華語的性質有所不同。
此計畫在2021年6月推動，至2024年總共輔助了84所學習中心在歐美地區營運，包含美國66所、歐洲地區18所（英國3所，德國、法國及義大利各2所，奧地利、愛爾蘭、瑞典、匈牙利、捷克、比利時、荷蘭、波蘭及西班牙各1所）。僑委會盼望在2025年臺灣華語文學習中心能設達100所，並在未來從歐美地區擴展至大洋洲、亞洲。

## 外部連結
- 臺灣華語文學習中心
- 僑委會臺灣華語文學習中心計畫 （页面存档备份，存于）
- 全球華文網 - 華語文教學資源專區 （页面存档备份，存于）
- 臺灣華語教育資源中心 （页面存档备份，存于）
- 臺灣各大學校院附設之華語文教學中心 （页面存档备份，存于）（政府開放資料 （页面存档备份，存于））